# 625 Xenia
A 625 Xenia egy a Naprendszer kisbolygói közül, amit August Kopff fedezett fel 1907. február 11-én.